# What is forever love/NOW & 4EVA
《What is forever love/NOW & 4EVA》為日本歌手濱崎步於2014年巡迴演唱會『ayumi hamasaki PREMIUM SHOWCASE ～Feel the love～』東京場次入場時贈送的單曲，限量30,000張，期間為2014年7月3日~7月6日。

## 說明
- 本作並不算在一般正規單曲系列中。
- 此單曲贈送時，新專輯《Colours (濱紛)》剛於7月2日發行，算是替該專輯宣傳的方式之一。
- 本張單曲與另外兩張同樣為會場贈送單曲《XOXO/Terminal》、《Angel/Lelio》封面可拼出完整連貫背景。

## 收錄歌曲
1. What is forever love
2. NOW & 4EVA